# 謝列姆賈河
謝列姆賈河（俄语：Селемджа，转写：silimdi bira）是俄羅斯的河流，位於阿穆爾州，屬於結雅河的最大支流，河道全長647公里，流域面域68,600平方公里，河流在11月初至5月初結冰。